# Идрисиди
Династија Идрисида је била арапска, шиитска династија у Мароку, која је владала од 788. до 974. године.  

## Историја
Оснивач династије Идрисида био је Идрис I, који је владао од 789. до 791. године. Идрис је био праунук Хасан бин Алија. Учествовао је у устанку против Абасида 785. године, а након гушења устанка бежи на запад, где оснива град Мулеј Идрис. Идрис осваја део северозападне Африке, оснива град Фес и формира независну државу. Харун ел Рашид унајмио је атентаторе који су отровали Идриса 791. године. Идрис II (803-828) је наставио очева освајања и убрзо је покорио читаву северозападну Африку. Фес је 808. године постао престоница државе Идриса II, политички и верски центар. Идрисиди су основали владу која је делимично била састављена и од Арапа. Успоставили су шарифску традицију у Мароку. Након смрти Идриса II, краљевство је подељено. Држава слаби већ након смрти прве двојице владара. Ипак, династија се одржала до 974. године. Последњи владар био је Ел Хасан бин Канун (954-974). Умајади су га заробили, те је у заробљеништву и умро 985. године. Држава Идрисида подељена је између Кордопског калифата и Алморавида. 

### Владари династије
- Идрис I – (788–791)
- Идрис II – (791–828)
- Мухамед бин Идрис – (828–836)
- Али бин Мухамед, познатији као Али I – (836–848)
- Јахја бин мухамед, познатији као Јахја I – (848–864)
- Јахја бин Јахја, познатији као Јахја II – (864–874)
- Али бин Умар, познатији као Али II – (874–883)
- Јахја бин Ел Касим, познатији као Јахја III – (883–904)
- Јахја бин Идрис бин Умар, познатији као Јахја IV – (904–917)
- Фатимидска управа – (917-925)
- Ел Хаџам ел Хасан бин Мухамед бин ел Касим – (925–927)
- Ел Касим Ганум – (937-948)
- Абу Аиш Ахмад – (948-954)
- Ел Хасан бин Канун, познатији као Хасан II – (954–974)